# Wojciech Żebrowski
Wojciech Żebrowski herbu Jasieńczyk – sędzia ziemski stężycki w latach 1783–1793, podsędek stężycki w latach 1765–1783, podstoli stężycki w latach 1764–1765, cześnik stężycki w latach 1762–1764.
Poseł na sejm 1762 roku z ziemi stężyckiej. Był komisarzem Sejmu Czteroletniego z ziemi stężyckiej województwa sandomierskiego do szacowania intrat dóbr ziemskich w 1789 roku.